# تیم فرمول یک هاس
شرکت هاس فرمولا با مسئولیت محدود (به انگلیسی: Haas Formula LLC), با نام مسابقاتی تیم فرمول یک هاس (به انگلیسی: Haas F1 Team), یک تیم مسابقه‌ای آمریکایی دارای مجوز شرکت در مسابقات فرمول یک است که توسط جین هاس، یکی از مالک‌های تیم شرکت‌کننده در سری جام مانستر انرژی نسکار، در آوریل ۲۰۱۴ تأسیس شده‌است. در ابتدا، فصل ۲۰۱۵ به‌عنوان زمان اولین حضور این تیم در مسابقات فرمول یک معین شده‌بود، اما بعداً تصمیم بر این شد که ورود هاس به مسابقات به فصل ۲۰۱۶ موکول شود.
دفتر مرکزی تیم هاس در کنپلیس، کارولینای شمالی – به فاصلهٔ ۵۰ کیلومتر (۳۱ مایل) از شهر شارلوت – در کنار دفتر مرکزی تیم استوارت-هاس ریسینگ، تیم خواهر و تیم ورودی مسابقات نسکار قرار دارد؛ اگرچه این دو تیم دارای موجودیت و هویت جداگانه هستند. این تیم همچنین مقر دوم خود را به‌منظور جابجایی خودروها در زمان بین مسابقه‌ها در طول بخش اروپایی تقویم مسابقات، در بنبری در آکسفوردشر برپا کرده‌است.

## پیشینه

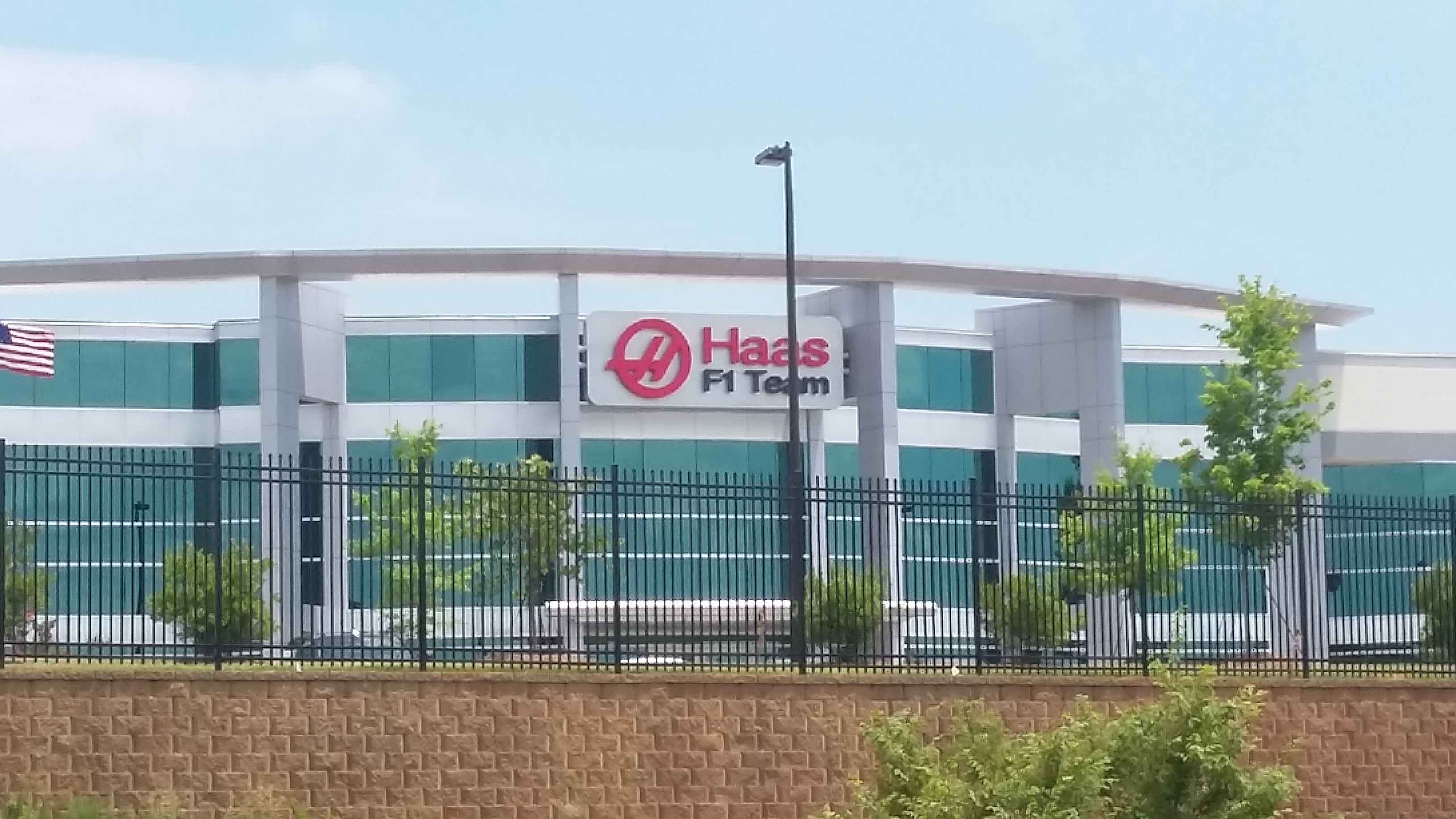
دفتر مرکزی آمریکایی تیم در کنپلیس، کارولینای شمالی

### آماده‌سازی
هاس پس از پروژهٔ شکست‌خوردهٔ یواس اف۱ در سال ۲۰۱۰، اولین سازندهٔ آمریکایی است که برای ورود به مسابقات فرمول یک اقدام کرده‌است، و پس از گروه نامرتبط هاس لولا که در فصل‌های ۱۹۸۵ و ۱۹۸۶ در فرمول یک مسابقه داد، اولین تیم آمریکایی است که در این مسابقات شرکت کرده‌است. تیم هاس لولا تحت مالکیت مدیر سابق مک‌لارن، تدی مایر، و کارل هاس قرار داشت که نسبتی با جین هاس ندارد.
به‌دنبال فروپاشی تیم ماروسیا اف۱ در طول فصل ۲۰۱۴ و حراج برای فروش منابع آن‌ها، هاس دفتر مرکزی این تیم در بنبری را جهت استفاده به‌عنوان مقر عملیاتی دوم خود خریداری کرد.
از آنجا که آئین‌نامه‌های مربوط به آزمایش خودروها تا پیش از ورود عملی هاس به مسابقات شامل حال این تیم نمی‌شد، تیم هاس در دسامبر ۲۰۱۵ و زودتر از آزمون‌های رسمی پیش از فصل در اوایل سال ۲۰۱۶ خودروی خود را مورد آزمایش قرار داد. هاس برای تأمین شاسی و بدنهٔ خودروی خود به دالارا، تولیدکنندهٔ ایتالیایی روی آورد، و واحد پیشرانهٔ این تیم نیز از سوی فراری تأمین شد. گونتر استاینر، مدیر فنی سابق جگوار و ردبول ریسینگ، اکنون مدیر تیم هاس است. هاس تأیید کرد که خودروی جدید تیم در ۸ ژانویه ۲۰۱۶ در آزمون‌های تصادف اجباری فدراسیون بین‌المللی اتومبیل‌رانی مورد تأیید قرار گرفته‌است.
تیم هاس در ۲۹ سپتامبر ۲۰۱۵ اعلام کرد که رومن گروژان یکی از راننده‌های آن‌ها در فصل ۲۰۱۶ خواهد بود. در ۳۰ اکتبر ۲۰۱۵ و در طول آخر هفتهٔ جایزه بزرگ مکزیک، به‌طور رسمی اعلام شد که استبان گوتیرز، رانندهٔ آزمایشی تیم فراری در فصل ۲۰۱۶ به تیم هاس خواهد پیوست.

#### جنجال‌ها
از آنجا که برقراری رابطهٔ همکاری با فراری بسیار دور از دسترس بود، اقدام هاس برای مشارکت با فراری با بازخوردهای مختلفی از سوی سایر تیم‌ها روبرو شد. با توجه به اینکه ورود و توانایی رقابت برای تیم‌های جدید پس از فروپاشی تیم‌های اچ‌آرتی و کترهام و مشکلات مالی که گریبانگیر تیم‌های ماروسیا و لوتوس شده‌بود و پل استودارت را نیز ناچار کرده‌بود که تیم میناردی را به ردبول بفروشد، نگرانی‌های را در میان اهالی ورزش فرمول یک ایجاد کرده‌بود، تیم هاس مورد تشویق قرار گرفته‌بود تا از مدل کم‌هزینه‌ای استفاده کند که امکان ورود به این ورزش و کسب قابلیت رقابت با سایر تیم‌ها را برای تیم‌های جدید فراهم می‌کرد. اقدام تیم متقابلاً از سوی تیم‌های کوچک‌تر و خصوصی که خودشان بر روی زیرساخت‌های خود سرمایه‌گذاری کرده‌بودند، مورد انتقاد قرار گرفت و نگرانی‌هایی را پیرامون رابطهٔ نزدیک میان تولیدکنندگان و تیم‌های پیروی آن‌ها، که قدرت سیاسی بیشتری را برای تیم‌های بزرگ‌تر این ورزش فراهم می‌کرد، برانگیخت.
پس از آنکه تیم هاس در سال ۲۰۱۸ برای آزمایش‌های زمستانی با خودرویی در پیست بارسلون-کاتالونیا حضور یافت که شباهت بسیار زیادی به فراری اس‌اف۰۷اچ داشت، دوباره مورد انتقاد شدید از سوی رقیبان قرار گرفت. تیم‌های مک‌لارن و فورس ایندیا از رابطهٔ میان فراری و هاس انتقاد کردند. با وجود اینکه هیچ شکایتی نزد فیا مطرح نشده‌بود، زاک براون، رئیس تیم مک‌لارن این رابطه را مورد پرسش قرار داد.
در آوریل ۲۰۱۹ و طی مذاکرات جهت تدوین قوانین فرمول یک برای فصل ۲۰۲۱، تیم‌های رنو و مک‌لارن نگرانی خود از رویکرد تیم-ب هاس را ابراز کردند. راس براون، گردانندهٔ مسابقات ورزش‌های موتوری، در نظر دارد که این الگوی سرمایه‌گذاری، که امکان ورود به ورزش فرمول یک را برای تیم‌هایی با بودجهٔ کمتر فراهم می‌کند را برای آیندهٔ پیش رو بهبود داده و از آن دفاع کند.

### فصل ۲۰۱۶

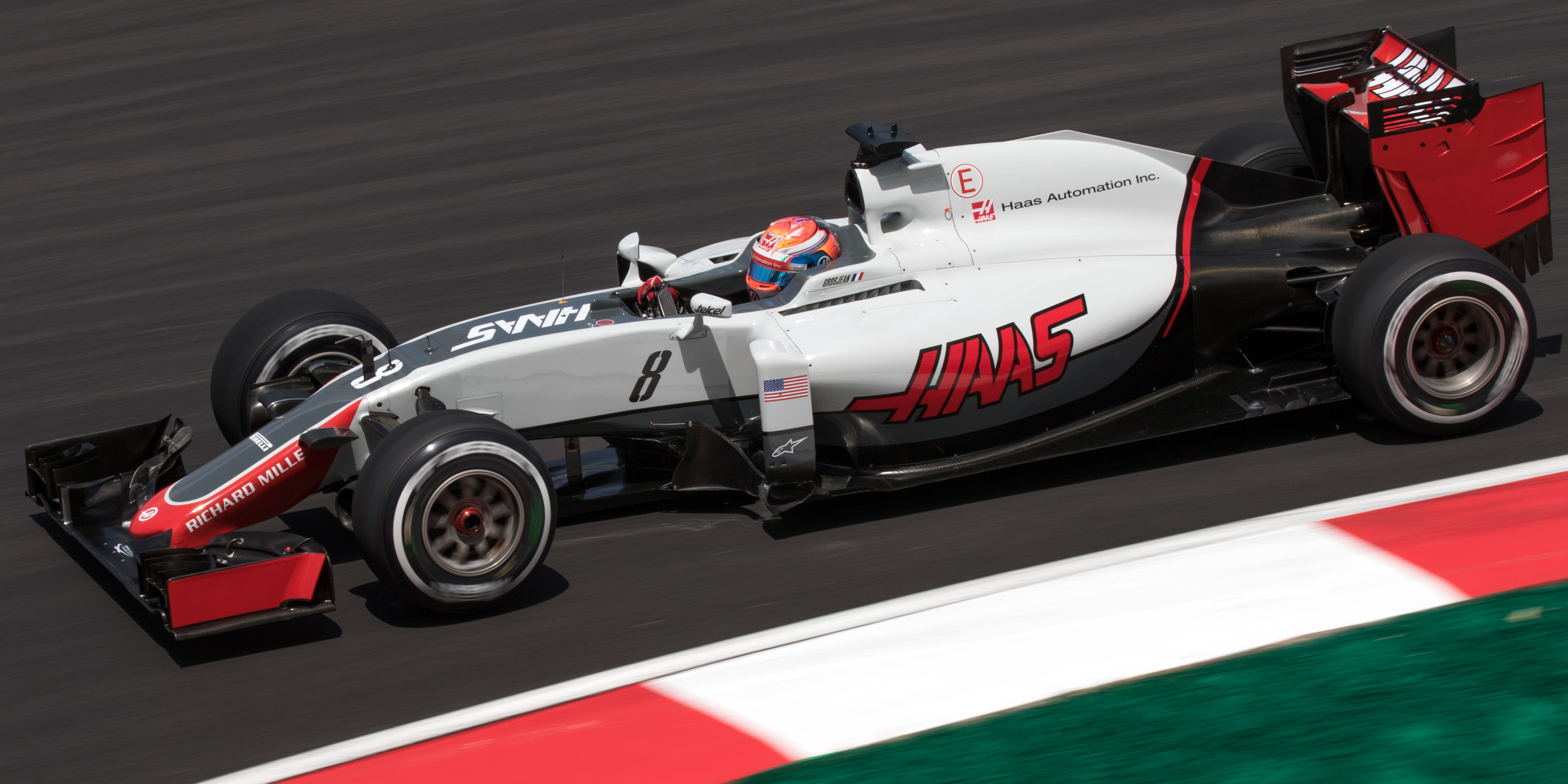
رومن گروژان در حال رانندگی برای تیم هاس در جایزه بزرگ مالزی ۲۰۱۶

در اولین حضور هاس در جایزه بزرگ استرالیا، گروژان در جایگاه ششم مسابقه را به پایان رساند و هشت امتیاز برای تیم کسب کرد. این موضوع تیم هاس را به اولین سازندهٔ آمریکایی که در اولین مسابقهٔ خود موفق به کسب امتیاز می‌شد، و اولین سازنده‌ای که پس از تویوتا ریسینگ در سال ۲۰۰۲، می‌توانست در اولین حضور خود امتیاز کسب کند، بدل کرد. در همان مسابقه، حادثهٔ تصادفی که برای رانندهٔ دیگر هاس، گوتیرز اتفاق افتاد، به نابودی خودروی مک‌لارن قهرمان سابق جهان، فرناندو آلونسو، و پس از آن به برافراشته‌شدن پرچم قرمز و توقف موقت مسابقه منجر شد. پس از مسابقهٔ استرالیا، در مسابقهٔ بعدی در بحرین نیز تیم هاس به‌طور چشم‌گیری ظاهر شد و گروژان موفق به کسب مقام پنجم شد. با این حال در باقی فصل مسابقات عملکرد این تیم افت کرد و تنها در دو مسابقهٔ دیگر موفق به کسب امتیاز شد. تمام ۲۹ امتیاز تیم هاس در فصل ۲۰۱۶ توسط رومن گروژان به ثبت رسید و هاس را در رده‌بندی قهرمانی سازندگان جهان در جایگاه هشتم قرار داد.

### فصل ۲۰۱۷

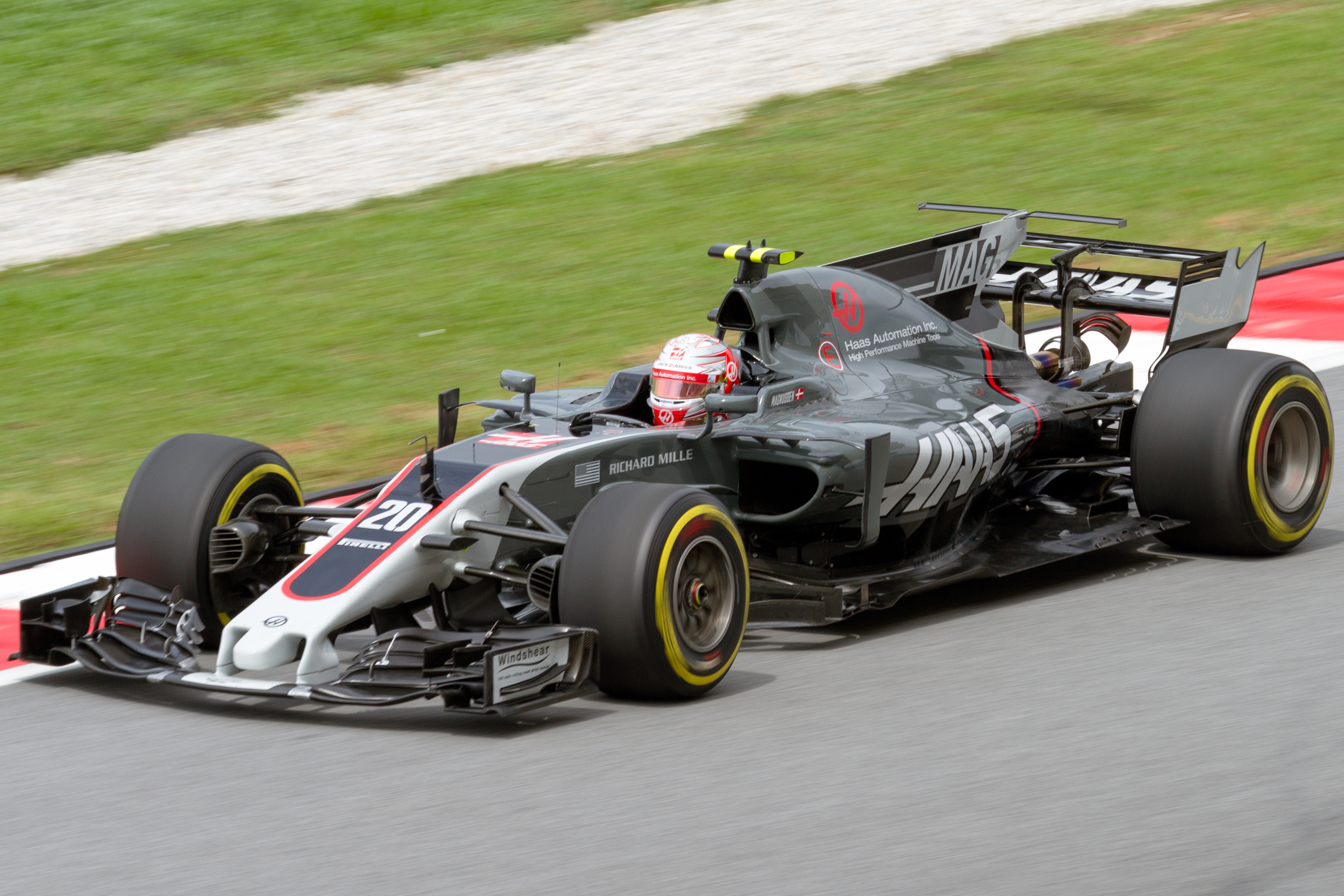
کوین مگنوسن در حال رانندگی برای تیم هاس در جایزه بزرگ مالزی ۲۰۱۷

در ۱۱ نوامبر ۲۰۱۶ اعلام شد که کوین مگنوسن در فصل ۲۰۱۷ جایگزین گوتیرز خواهد شد و در کنار گروژان به رانندگی برای تیم هاس خواهد پرداخت.
در نخستین مسابقه از این فصل، با دست یافتن گروژان به جایگاه ششم با خودروی وی‌اف-۱۷، بهترین نتیجهٔ تیم هاس در مرحلهٔ تعیین خط تا امروز به ثبت رسید. با این حال، یکی از نقص‌های فنی که در عملکرد کوین مگنوسن در طول آخر هفته اختلال ایجاد کرده‌بود، در مسابقه دوباره بروز کرد و هر دو خودروی تیم را ناچار به بازنشست شدن از مسابقه کرد. آخر هفتهٔ بعدی نتایج بهتری را برای تیم دربرداشت؛ کوین مگنوسن در آن گراند پری موفق به کسب مقام هشتم شد و اولین امتیاز خود از زمان کسب جایگاه دهم در جایزه بزرگ سنگاپور ۲۰۱۶، و اولین امتیاز برای تیم هاس پس از کسب مقام دهم توسط گروژان در جایزه بزرگ ایالات متحده ۲۰۱۶ را بدست آورد.
موفقیت هاس در فصل ۲۰۱۷ ادامه داشت؛ این تیم در جایزه بزرگ موناکو با کسب جایگاه‌های هشتم توسط گروژان و دهم توسط مگنوسن، و قرار گرفتن فلیپه ماسا از تیم ویلیامز در میان آن‌ها، موفق به ثبت اولین پایان خود با کسب امتیاز توسط هر دو رانندهٔ تیم شد. پس از اینکه تیم فرمول یک رنو اسپورت در مسابقات پایانی فصل از تیم هاس پیشی گرفت، این تیم برای دومین فصل پیاپی مسابقات را در جایگاه هشتم رده‌بندی سازندگان به‌پایان رساند.

### فصل ۲۰۱۸

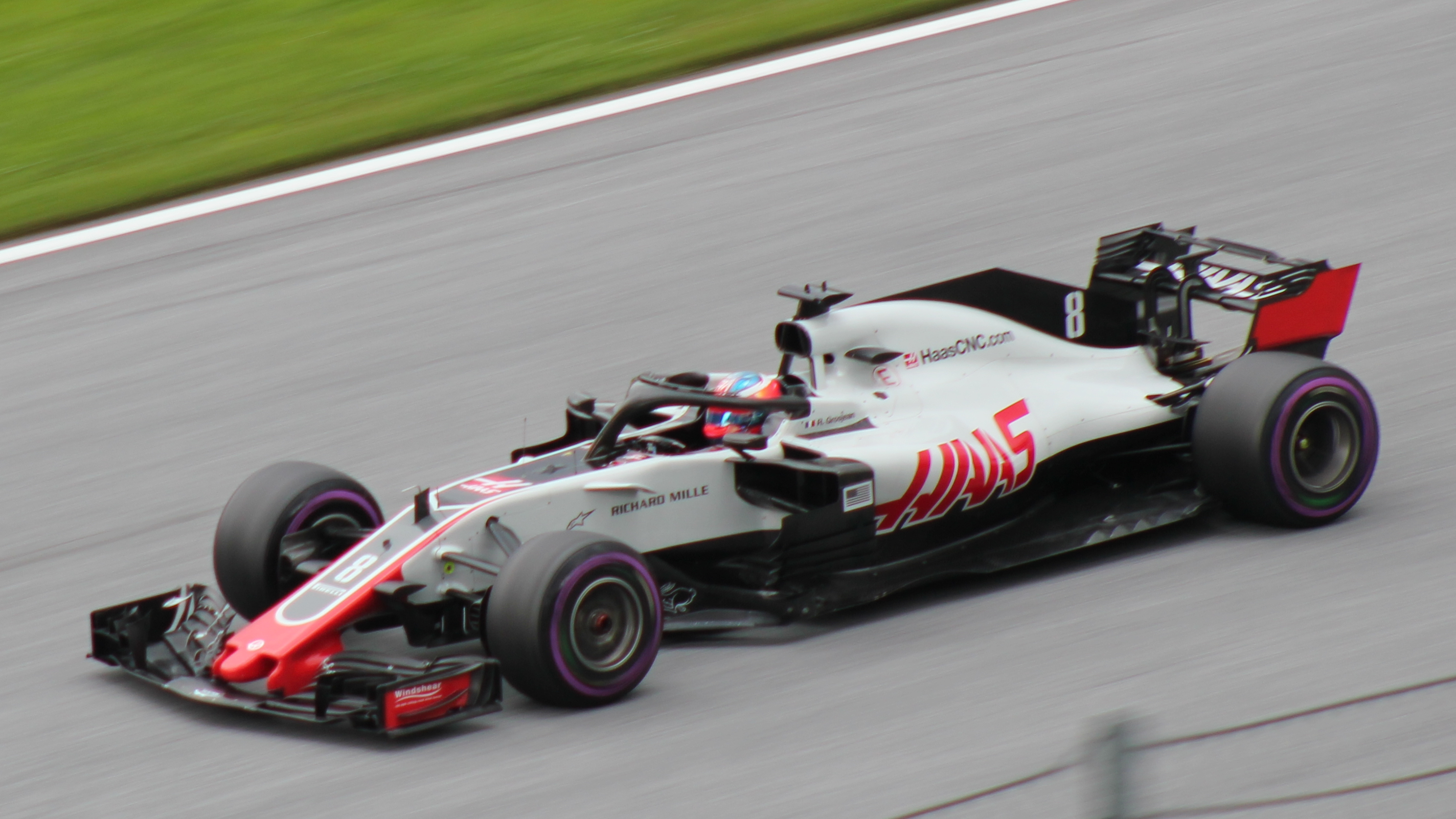
گروژان با خودروی وی‌اف-۱۸ در جایزه بزرگ اتریش

در ۱۴ فوریه ۲۰۱۸ تیم هاس از خودروی جدید خود با نام وی‌اف-۱۸ رونمایی کرد. هاس که در آزمون‌های زمستانی به‌طور قدرتمندی ظاهر شده‌بود، دوباره در جایزه بزرگ استرالیا با یک خودروی رقابتی حضور یافت. در این گراند پری با کسب جایگاه‌های پنجم و ششم به‌ترتیب توسط مگنوسن و گروژان در پشت خط شروع مسابقه، بهترین رده در خط شروع مسابقه تا امروز برای این تیم رقم خورد. در طول مسابقهٔ استرالیا، دو رانندهٔ هاس جایگاه چهارم و پنجم را برای خود حفظ کرده‌بودند که این موضوع می‌توانست به کسب بهترین نتیجه برای آن‌ها، و نیمی از مجموع امتیازهایشان در فصل ۲۰۱۷ بینجامد، اما هر دو خودرو یک دور پس از پیت استاپ‌های متوالی خود از مسابقه بازنشست شدند و این اتفاق منجر به فعال شدن خودروی ایمنی مجازی شد و بر پایان مسابقه تأثیر گذاشت. آن‌ها در جایزه بزرگ اتریش دوباره به جایگاه‌های چهارم و پنجم دست یافتند و تنها پس از ۹ مسابقه موفق شدند امتیاز خود را به حد بیشتری از مجموع امتیازهایشان در پایان فصل ۲۰۱۷ برسانند. در جایزه بزرگ سنگاپور، مگنوسن برای اولین بار سریع‌ترین زمان طی یک دور پیست را برای تیم هاس به ثبت رساند. با کسب مقام پنجم در رده‌بندی قهرمانی سازندگان، و با فاصلهٔ تنها یک امتیاز از بهبود دوبرابری عملکرد تیم نسبت به سال گذشته، فصل ۲۰۱۸ تا امروز بهترین فصل برای هاس بوده‌است.

### فصل ۲۰۱۹
هاس برای فصل ۲۰۱۹ حمایت مالی ریچ انرژی را برای عنوان تیم بدست آورد. این موضوع بخشی از توافق چندسالهٔ صورت‌گرفته برای حمایت مالی عنوان میان هاس و شرکت ریچ انرژی بود؛ این شرکت یک شرکت بریتانیایی تولیدکنندهٔ نوشابه انرژی‌زا بود که پیش از این نیز با خریداری تیم فورس ایندیا مرتبط دانسته شده‌بود. رانندگان این تیم برای سومین سال متوالی در فصل ۲۰۱۹ نیز همانند فصل ۲۰۱۸ و ۲۰۱۷ متشکل از رومن گروژان و کوین مگنوسن است.
چهار روز پیش از آغاز جایزه بزرگ بریتانیا ۲۰۱۹ حساب ریچ انرژی در شبکهٔ اجتماعی توییتر با اشاره به عملکرد ضعیف هاس، اعلام کرد که قرارداد حمایت مالی فسخ شده‌است. این موضوع بعداً توسط تیم هاس و سهامداران ریچ انرژی تکذیب شد و مشخص شد که توییت مذکور توسط یک فرد «سرکش» بر روی حساب این شرکت ارسال شده‌است. در سال ۲۰۱۹ شرکت ریچ انرژی در دادگاهی که به‌منظور بررسی کپی‌برداری این شرکت از نشان‌وارهٔ گوزنی شرکت دوچرخه‌سازی وایت بایکز تشکیل شده‌بود، شکست خورد.
در ۹ سپتامبر ۲۰۱۹، یک روز پس از جایزه بزرگ ایتالیا، ریچ انرژی اعلام کرد که قرارداد حمایت مالی خود با تیم فرمول یک هاس را با تأثیر آنی فسخ کرده‌است. در بیانیهٔ هاس آمده‌است: «همزمان که برند ریچ انرژی بواسطهٔ مشارکت در عنوان تیم فرمول یک هاس در سال ۲۰۱۹ به‌طور قابل توجهی شناخته شده‌است، روند بازسازی ساختاری سازمان در ریچ انرژی نیازمند بازبینی استراتژی جهانی خواهد بود. متعاقباً تصمیم تیم فرمول یک هاس و ریچ انرژی مبنی بر فسخ قرارداد کنونی جهت حمایت مالی بهترین راه برای پیشرفت هر دو طرف بود. تیم فرمول یک هاس تشکر خود و بهترین آرزوها را برای سهامداران ریچ انرژی ابراز می‌دارد.»

## نتایج کامل در فرمول یک
(کلید)
(نتایج مشخص‌شده به‌صورت پررنگ نشانگر پول پوزیشن هستند؛ نتایج مشخص‌شده به‌صورت ایتالیک نشانگر سریع‌ترین دور پیست هستند)
| سال  | شاسی    | موتور                       | تایرها | رانندگان      | ۱        | ۲       | ۳        | ۴         | ۵        | ۶         | ۷      | ۸         | ۹       | ۱۰       | ۱۱       | ۱۲       | ۱۳       | ۱۴      | ۱۵      | ۱۶      | ۱۷      | ۱۸         | ۱۹         | ۲۰     | ۲۱      | ۲۲     | امتیاز | قهرمانی سازندگان |
| ---- | ------- | --------------------------- | ------ | ------------- | -------- | ------- | -------- | --------- | -------- | --------- | ------ | --------- | ------- | -------- | -------- | -------- | -------- | ------- | ------- | ------- | ------- | ---------- | ---------- | ------ | ------- | ------ | ------ | ---------------- |
| ۲۰۱۶ | وی‌اف-۱۶ | فراری ۰۶۱ ۱٫۶ وی۶ توربو     | P      |               | استرالیا | بحرین   | چین      | روسیه     | اسپانیا  | موناکو    | کانادا | اروپا     | اتریش   | بریتانیا | مجارستان | آلمان    | بلژیک    | ایتالیا | سنگاپور | مالزی   | ژاپن    | آمریکا     | مکزیک      | برزیل  | ابوظبی  |        | ۲۹     | هشتم             |
| ۲۰۱۶ | وی‌اف-۱۶ | فراری ۰۶۱ ۱٫۶ وی۶ توربو     | P      | رومن گروژان   | ۶        | ۵       | ۱۹       | ۸         | ب.       | ۱۳        | ۱۴     | ۱۳        | ۷       | ب.       | ۱۴       | ۱۳       | ۱۳       | ۱۱      | ع.ش.    | ب.      | ۱۱      | ۱۰         | ۲۰         | ع.ش.   | ۱۱      |        | ۲۹     | هشتم             |
| ۲۰۱۶ | وی‌اف-۱۶ | فراری ۰۶۱ ۱٫۶ وی۶ توربو     | P      | استبان گوتیرز | ب.       | ب.      | ۱۴       | ۱۷        | ۱۱       | ۱۱        | ۱۳     | ۱۶        | ۱۱      | ۱۶       | ۱۳       | ۱۱       | ۱۲       | ۱۳      | ۱۱      | ب.      | ۲۰      | ب.         | ۱۹         | ب.     | ۱۲      |        | ۲۹     | هشتم             |
| ۲۰۱۷ | وی‌اف-۱۷ | فراری ۰۶۲ ۱٫۶ وی۶ توربو     | P      |               | استرالیا | چین     | بحرین    | روسیه     | اسپانیا  | موناکو    | کانادا | آذربایجان | اتریش   | بریتانیا | مجارستان | بلژیک    | ایتالیا  | سنگاپور | مالزی   | ژاپن    | آمریکا  | مکزیک      | برزیل      | ابوظبی |         |        | ۴۷     | هشتم             |
| ۲۰۱۷ | وی‌اف-۱۷ | فراری ۰۶۲ ۱٫۶ وی۶ توربو     | P      | رومن گروژان   | ب.       | ۱۱      | ۸        | ب.        | ۱۰       | ۸         | ۱۰     | ۱۳        | ۶       | ۱۳       | ب.       | ۷        | ۱۵       | ۹       | ۱۳      | ۹       | ۱۴      | ۱۵         | ۱۵         | ۱۱     |         |        | ۴۷     | هشتم             |
| ۲۰۱۷ | وی‌اف-۱۷ | فراری ۰۶۲ ۱٫۶ وی۶ توربو     | P      | کوین مگنوسن   | ب.       | ۸       | ب.       | ۱۳        | ۱۴       | ۱۰        | ۱۲     | ۷         | ب.      | ۱۲       | ۱۳       | ۱۵       | ۱۱       | ب.      | ۱۲      | ۸       | ۱۶      | ۸          | ب.         | ۱۳     |         |        | ۴۷     | هشتم             |
| ۲۰۱۸ | وی‌اف-۱۸ | فراری ۰۶۲ اوو ۱٫۶ وی۶ توربو | P      |               | استرالیا | بحرین   | چین      | آذربایجان | اسپانیا  | موناکو    | کانادا | فرانسه    | اتریش   | بریتانیا | آلمان    | مجارستان | بلژیک    | ایتالیا | سنگاپور | روسیه   | ژاپن    | آمریکا     | مکزیک      | برزیل  | ابوظبی  |        | ۹۳     | پنجم             |
| ۲۰۱۸ | وی‌اف-۱۸ | فراری ۰۶۲ اوو ۱٫۶ وی۶ توربو | P      | رومن گروژان   | ب.       | ۱۳      | ۱۷       | ب.        | ب.       | ۱۵        | ۱۲     | ۱۱        | ۴       | ب.       | ۶        | ۱۰       | ۷        | ر.ص.    | ۱۵      | ۱۱      | ۸       | ب.         | ۱۶         | ۸      | ۹       |        | ۹۳     | پنجم             |
| ۲۰۱۸ | وی‌اف-۱۸ | فراری ۰۶۲ اوو ۱٫۶ وی۶ توربو | P      | کوین مگنوسن   | ب.       | ۵       | ۱۰       | ۱۳        | ۶        | ۱۳        | ۱۳     | ۶         | ۵       | ۹        | ۱۱       | ۷        | ۸        | ۱۶      | ۱۸      | ۸       | ب.      | ر.ص.       | ۱۵         | ۹      | ۱۰      |        | ۹۳     | پنجم             |
| ۲۰۱۹ | وی‌اف-۱۹ | فراری ۰۶۴ ۱٫۶ وی۶ توربو     | P      |               | استرالیا | بحرین   | چین      | آذربایجان | اسپانیا  | موناکو    | کانادا | فرانسه    | اتریش   | بریتانیا | آلمان    | مجارستان | بلژیک    | ایتالیا | سنگاپور | روسیه   | ژاپن    | مکزیک      | آمریکا     | برزیل  | ابوظبی  |        | ۲۶     | نهم              |
| ۲۰۱۹ | وی‌اف-۱۹ | فراری ۰۶۴ ۱٫۶ وی۶ توربو     | P      | رومن گروژان   | ب.       | ب.      | ۱۱       | ب.        | ۱۰       | ۱۰        | ۱۴     | ب.        | ۱۶      | ب.       | ۷        | ب.       | ۱۳       | ۱۶      |         |         |         |            |            |        |         |        | ۲۶     | نهم              |
| ۲۰۱۹ | وی‌اف-۱۹ | فراری ۰۶۴ ۱٫۶ وی۶ توربو     | P      | کوین مگنوسن   | ۶        | ۱۳      | ۱۳       | ۱۳        | ۷        | ۱۴        | ۱۷     | ۱۷        | ۱۹      | ب.       | ۸        | ۱۳       | ۱۲       | ب.      |         |         |         |            |            |        |         |        | ۲۶     | نهم              |
| ۲۰۲۰ | وی‌اف-۲۰ | فراری ۰۶۵ ۱٫۶ وی۶ توربو     | P      |               | اتریش    | اشتیریا | مجارستان | بریتانیا  | هفتادمین | اسپانیا   | بلژیک  | ایتالیا   | توسکانی | روسیه    | ایفل     | پرتغال   | ایمولا   | ترکیه   | بحرین   | صخیر    | ابوظبی  |            |            |        |         |        | ۳      | نهم              |
| ۲۰۲۰ | وی‌اف-۲۰ | فراری ۰۶۵ ۱٫۶ وی۶ توربو     | P      | رومن گروژان   | ب.       | ۱۳      | ۱۶       | ۱۶        | ۱۶       | ۱۹        | ۱۵     | ۱۲        | ۱۲      | ۱۷       | ۹        | ۱۷       | ۱۴       | ب.      | ب.      |         |         |            |            |        |         |        | ۳      | نهم              |
| ۲۰۲۰ | وی‌اف-۲۰ | فراری ۰۶۵ ۱٫۶ وی۶ توربو     | P      | کوین مگنوسن   | ب.       | ۱۲      | ۱۰       | ب.        | ب.       | ۱۵        |        |           |         |          |          |          |          |         |         |         |         |            |            |        |         |        | ۳      | نهم              |
| ۲۰۲۱ | وی‌اف-۲۱ | فراری ۰۶۵/۶ ۱٫۶ وی۶ توربو   | P      |               | بحرین    | ایمولا  | پرتغال   | اسپانیا   | موناکو   | آذربایجان | فرانسه | اشتیریا   | اتریش   | بریتانیا | مجارستان | بلژیک    | هلند     | ایتالیا | روسیه   | ترکیه   | آمریکا  | مکزیکوسیتی | سائوپائولو | قطر    | عربستان | ابوظبی | ۰      | دهم              |
| ۲۰۲۱ | وی‌اف-۲۱ | فراری ۰۶۵/۶ ۱٫۶ وی۶ توربو   | P      | میک شوماخر    | ۱۶       | ۱۶      | ۱۷       | ۱۸        | ۱۸       | ۱۳        | ۱۹     | ۱۶        | ۱۸      | ۱۸       | ۱۲       | ۱۶       | ۱۸       | ۱۵      | ب.      | ۱۹      | ۱۶      | ب.         | ۱۸         | ۱۶     | ب.      | ۱۴     | ۰      | دهم              |
| ۲۰۲۱ | وی‌اف-۲۱ | فراری ۰۶۵/۶ ۱٫۶ وی۶ توربو   | P      | نیکیتا مازپین | ب.       | ۱۷      | ۱۹       | ۱۹        | ۱۷       | ۱۴        | ۲۰     | ۱۸        | ۱۹      | ۱۷       | ب.       | ۱۷       | ب.       | ب.      | ۱۸      | ۲۰      | ۱۷      | ۱۸         | ۱۷         | ۱۸     | ب.      | ک.ک.   | ۰      | دهم              |
| ۲۰۲۲ | وی‌اف-۲۲ | فراری                       | P      |               | بحرین    | عربستان | استرالیا | ایمولا    | میامی    | اسپانیا   | موناکو | آذربایجان | کانادا  | بریتانیا | اتریش    | فرانسه   | مجارستان | بلژیک   | هلند    | ایتالیا | سنگاپور | ژاپن       | آمریکا     | مکزیک  | سائو پ. | ابوظبی | ۱۵     | نهم              |
| ۲۰۲۲ | وی‌اف-۲۲ | فراری                       | P      | میک شوماخر    | ۱۱       | ک.ک.    | ۱۳       | ۱۷        | ۱۵       | ۱۴        | ب.     | ۱۴        | ب.      | ۸        | ۶        | ۱۵       | ۱۴       | ۱۷      |         |         |         |            |            |        |         |        | ۱۵     | نهم              |
| ۲۰۲۲ | وی‌اف-۲۲ | فراری                       | P      | کوین مگنوسن   | ۵        | ۹       | ۱۴       | ۹۸        | ۱۶       | ۱۷        | ب.     | ب.        | ۱۷      | ۱۰       | ۸۷       | ب.       | ۱۶       | ۱۶      |         |         |         |            |            |        |         |        | ۱۵     | نهم              |

یادداشت‌ها
- * – فصل هنوز در جریان است.
- † – راننده گراند پری را به پایان نرسانده، اما از آنجا که بیش از ۹۰٪ از مسافت مسابقه را طی کرده‌است، در رده‌بندی قرار گرفته‌است.